# Argyrotome cyclopea
Argyrotome cyclopea là một loài bướm đêm trong họ Geometridae.